# Seznam vrcholů v Hořovické pahorkatině

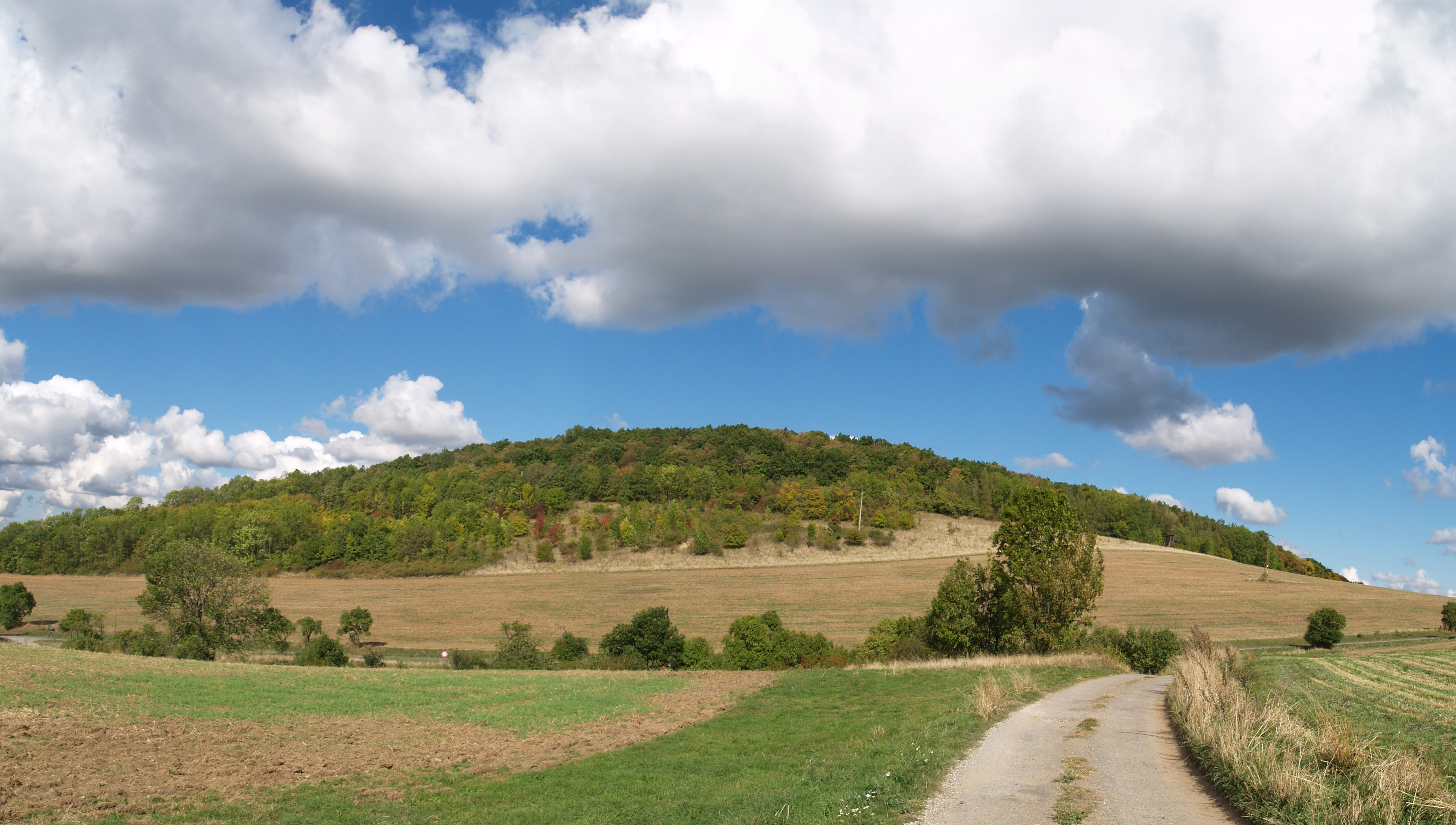
Bacín (499 m n. m.)

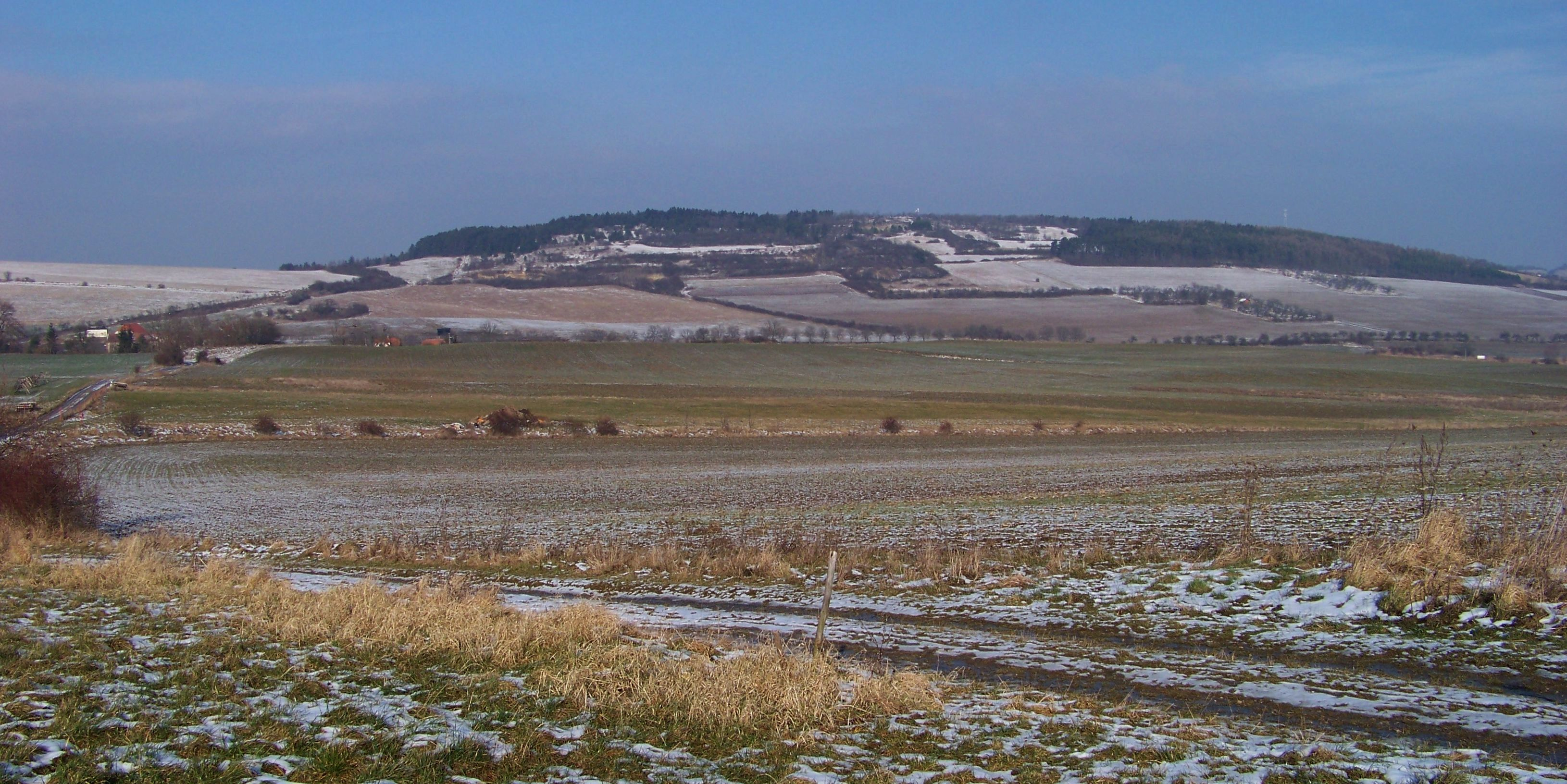
Lejškov (487 m n. m.)

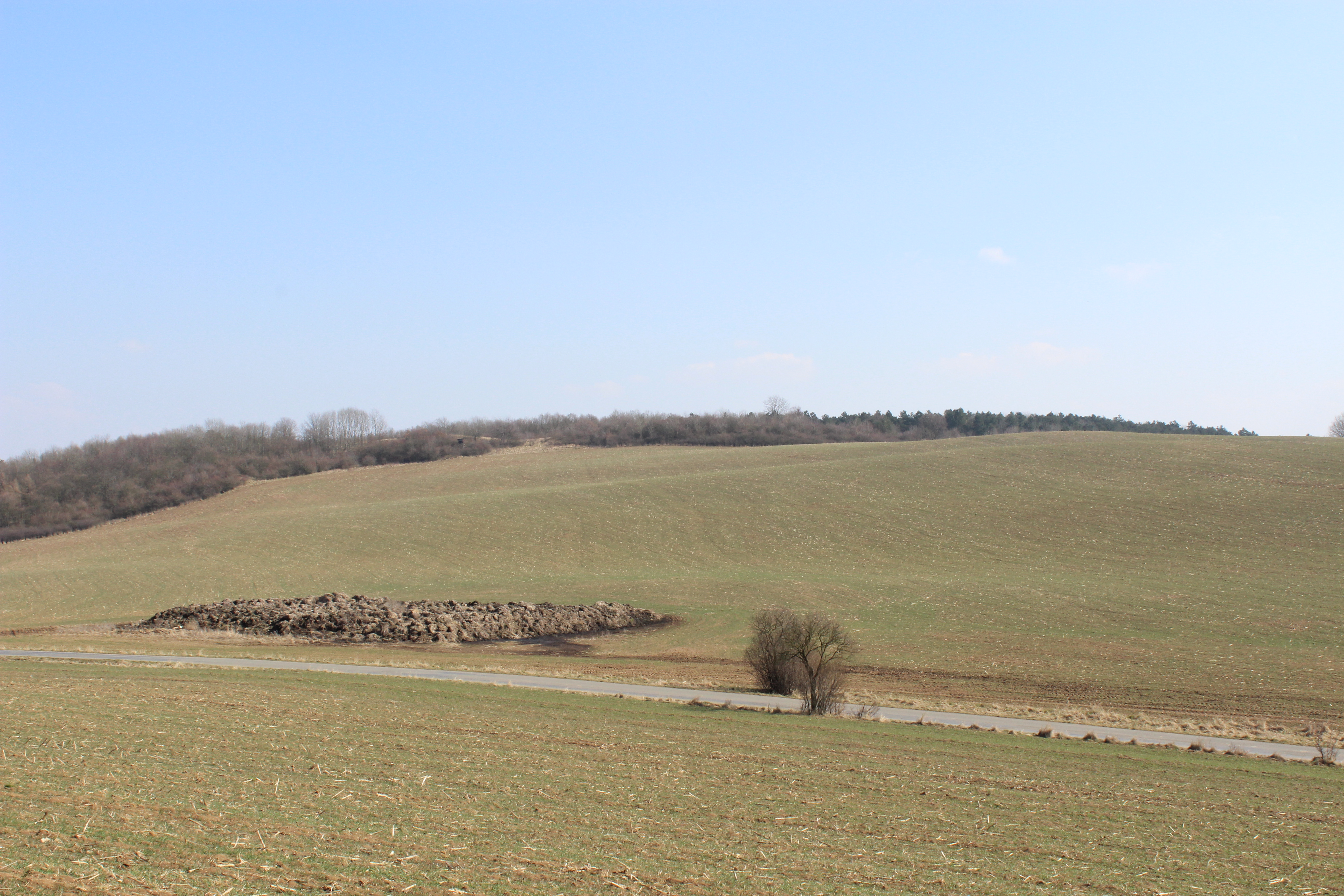
Šamor (481 m n. m.)

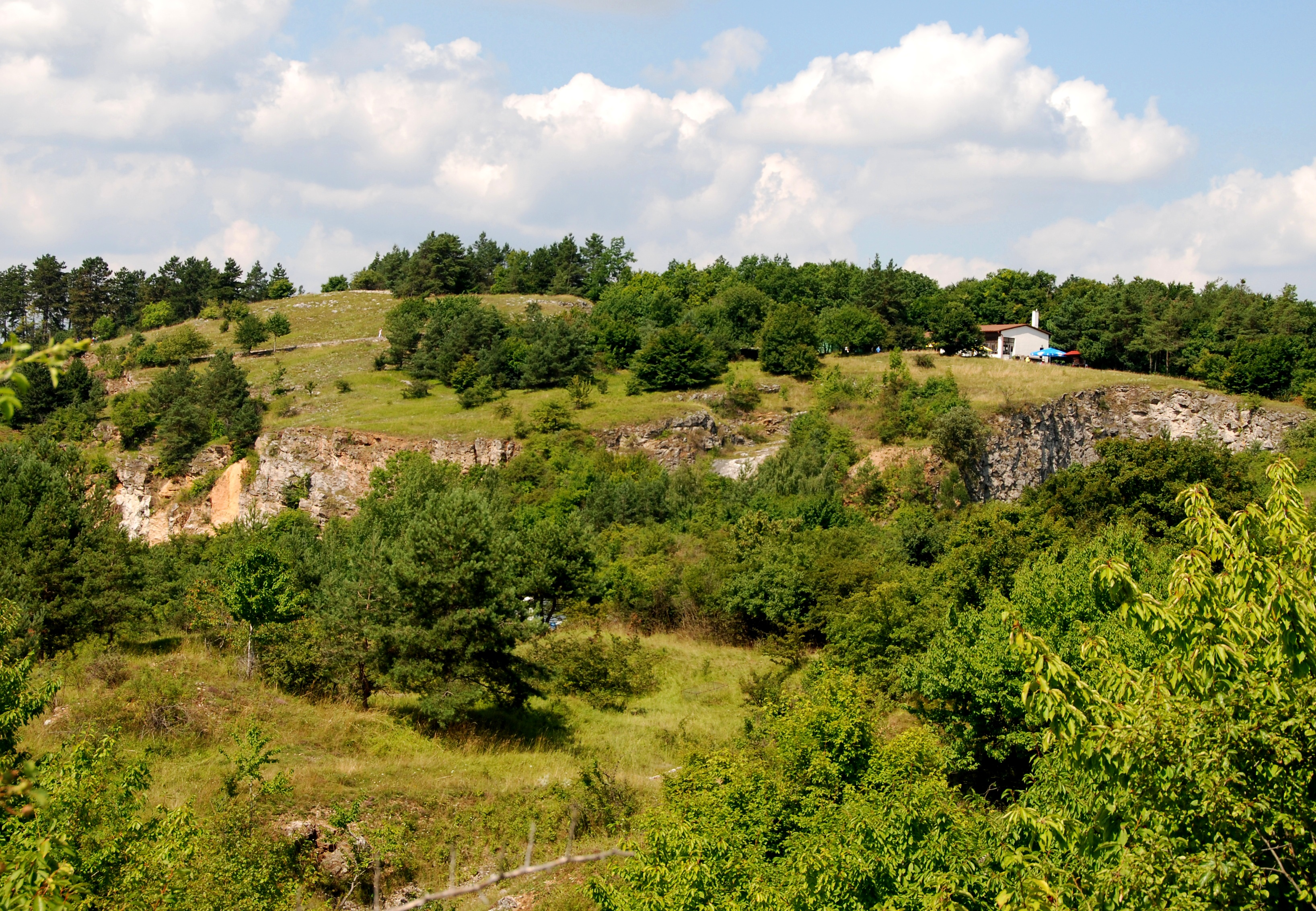
Zlatý kůň (475 m n. m.)

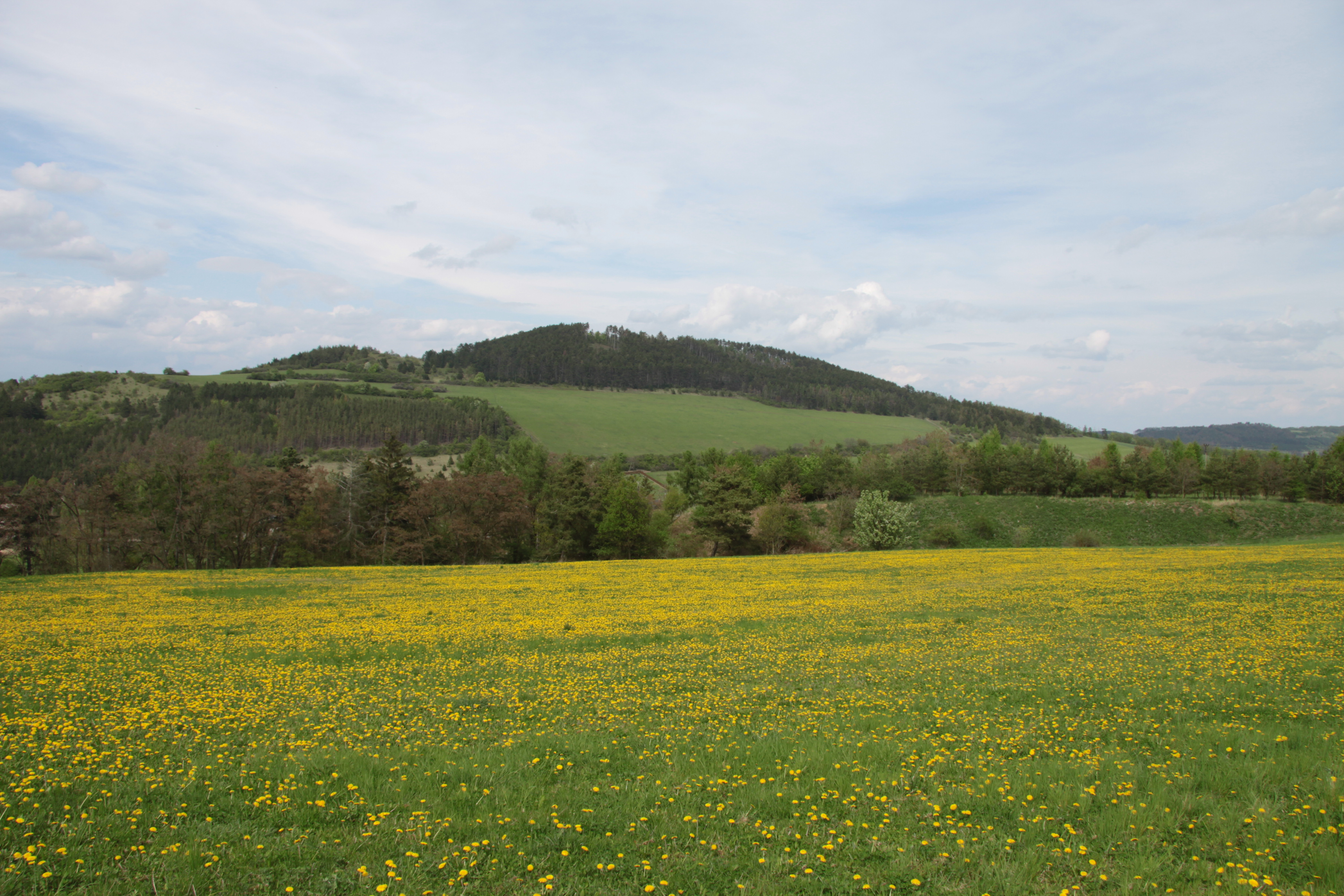
Koukolova hora (471 m n. m.)

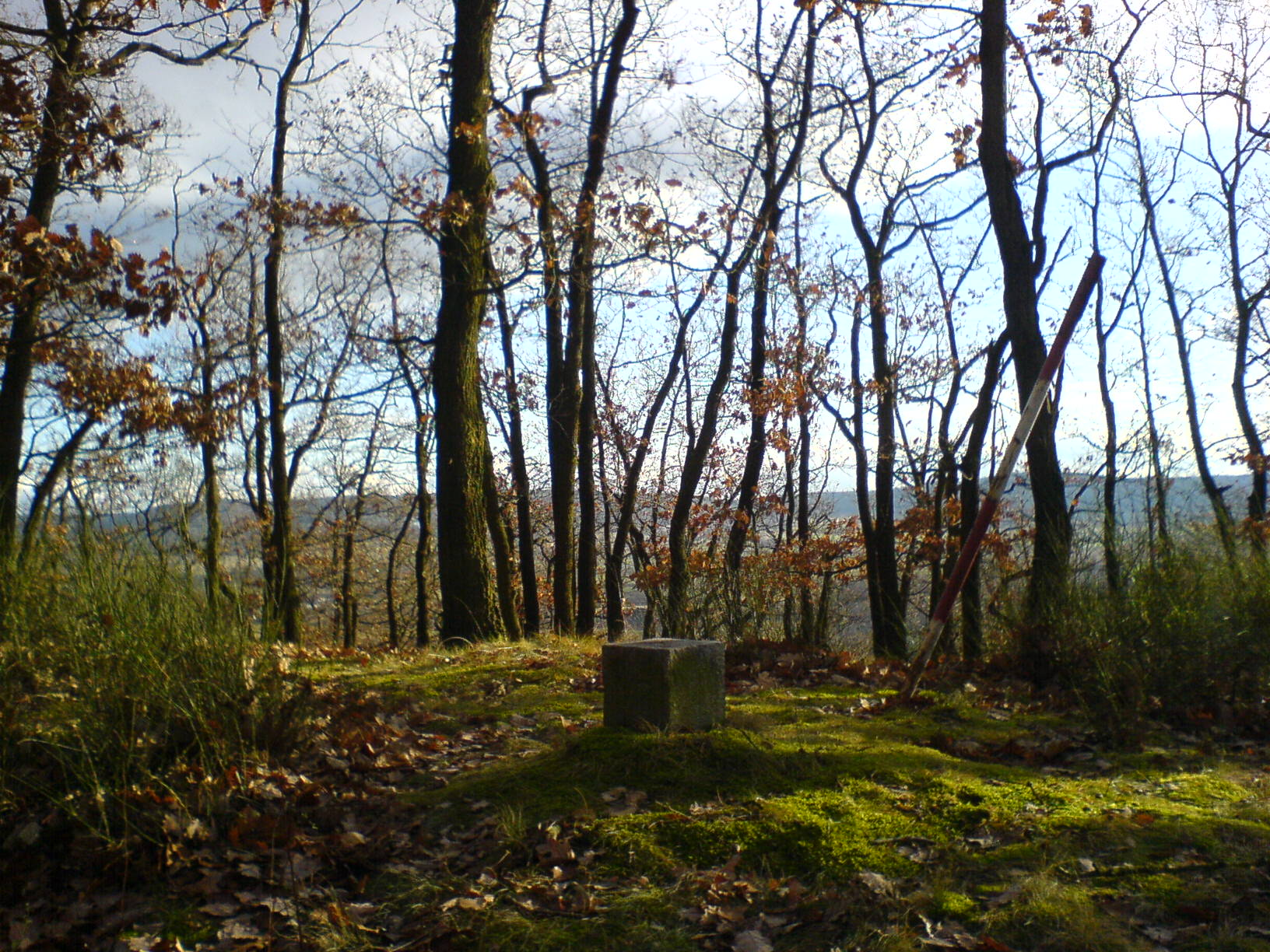
Housina (461 m n. m.)

Seznam vrcholů v Hořovické pahorkatině obsahuje pojmenované hořovické vrcholy s nadmořskou výškou nad 400 m a také všechny hory s prominencí (relativní výškou) nad 100 metrů. Seznam je založen na údajích dostupných na stránkách Mapy.cz. Jako hranice pohoří byla uvažována hranice stejnojmenného geomorfologického celku.

## Seznam vrcholů podle výšky
Seznam vrcholů podle výšky obsahuje všechny pojmenované vrcholy s nadmořskou výškou nad 400 m. Celkem jich je 32. Nejvyšším kopcem je Bacín (499 m).

| #   | Vrchol          | Výška m n. m. | Souřadnice                       | Okrsek                  | Přístup                                             |
| --- | --------------- | ------------- | -------------------------------- | ----------------------- | --------------------------------------------------- |
| 1.  | Bacín           | 499           | 49°53′47″ s. š., 14°06′12″ v. d. | Suchomastská vrchovina  | neznačeno                                           |
| 2.  | Lejškov         | 487           | 49°53′53″ s. š., 14°01′50″ v. d. | Suchomastská vrchovina  | neznačeno                                           |
| 3.  | Šamor           | 481           | 49°53′33″ s. š., 14°06′58″ v. d. | Suchomastská vrchovina  | neznačeno                                           |
| 4.  | Zlatý kůň       | 475           | 49°54′58″ s. š., 14°03′57″ v. d. | Suchomastská vrchovina  | naučná turistická značka                            |
| 5.  | Újezdce         | 474           | 49°54′14″ s. š., 14°04′31″ v. d. | Suchomastská vrchovina  | neznačeno                                           |
| 6.  | Vysoká skála    | 472           | 49°53′05″ s. š., 14°05′51″ v. d. | Suchomastská vrchovina  | neznačeno                                           |
| 7.  | Koukolova hora  | 471           | 49°55′14″ s. š., 14°01′24″ v. d. | Suchomastrská vrchovina | zelená turistická značka · naučná turistická značka |
| 8.  | Mramor          | 470           | 49°53′56″ s. š., 14°07′46″ v. d. | Suchomastská vrchovina  | neznačeno                                           |
| 9.  | Tobolský vrch   | 467           | 49°55′42″ s. š., 14°05′28″ v. d. | Suchomastská vrchovina  | neznačeno                                           |
| 10. | Housina         | 461           | 49°52′20″ s. š., 14°02′36″ v. d. | Suchomastská vrchovina  | modrá turistická značka                             |
| 11. | Holý vrch       | 454           | 49°54′23″ s. š., 14°00′14″ v. d. | Suchomastská vrchovina  | neznačeno                                           |
| 12. | Plešivec        | 453           | 49°54′24″ s. š., 14°05′37″ v. d. | Suchomastská vrchovina  | neznačeno                                           |
| 13. | Velký Kosov     | 451           | 49°56′08″ s. š., 14°03′52″ v. d. | Suchomastská vrchovina  | neznačeno                                           |
| 14. | Šiberna         | 451           | 49°49′35″ s. š., 14°04′27″ v. d. | Hostomická kotlina      | neznačeno                                           |
| 15. | Strážiště       | 450           | 49°55′00″ s. š., 14°06′59″ v. d. | Suchomastská vrchovina  | neznačeno                                           |
| 16. | Dražovka        | 445           | 49°49′55″ s. š., 13°54′35″ v. d. | Komárovská brázda       | neznačeno                                           |
| 17. | Velký vrch      | 441           | 49°55′24″ s. š., 14°04′31″ v. d. | Suchomastská vrchovina  | neznačeno                                           |
| 18. | Herinky         | 440           | 49°57′57″ s. š., 14°06′52″ v. d. | Bubovická vrchovina     | neznačeno                                           |
| 19. | Doutnáč         | 433           | 49°57′24″ s. š., 14°09′10″ v. d. | Bubovická vrchovina     | neznačeno                                           |
| 20. | Chlumek         | 428           | 49°48′31″ s. š., 14°01′30″ v. d. | Hostomická kotlina      | neznačeno                                           |
| 21. | Hačka           | 425           | 50°00′08″ s. š., 14°11′47″ v. d. | Bubovická vrchovina     | neznačeno                                           |
| 22. | Výška           | 425           | 49°56′54″ s. š., 14°12′13″ v. d. | Bubovická vrchovina     | neznačeno                                           |
| 23. | Na Čihadle      | 425           | 49°56′20″ s. š., 14°03′49″ v. d. | Suchomastská vrchovina  | neznačeno                                           |
| 24. | Měňanský průhon | 423           | 49°55′00″ s. š., 14°05′43″ v. d. | Suchomastská vrchovina  | neznačeno                                           |
| 25. | Švestkovka      | 416           | 49°52′51″ s. š., 14°00′06″ v. d. | Suchomastská vrchovina  | neznačeno                                           |
| 26. | U Lip           | 410           | 49°56′40″ s. š., 14°12′33″ v. d. | Bubovická vrchovina     | neznačeno                                           |
| 27. | Hřib            | 409           | 49°55′19″ s. š., 14°06′54″ v. d. | Suchomastská vrchovina  | neznačeno                                           |
| 28. | Rohlová         | 408           | 49°58′47″ s. š., 14°12′42″ v. d. | Bubovická vrchovina     | neznačeno                                           |
| 29. | Kolo            | 407           | 49°59′41″ s. š., 14°10′24″ v. d. | Bubovická vrchovina     | neznačeno                                           |
| 30. | Kamenice        | 403           | 49°50′56″ s. š., 13°57′10″ v. d. | Komárovská brázda       | neznačeno                                           |
| 31. | Haknová         | 402           | 49°56′17″ s. š., 14°11′55″ v. d. | Bubovická vrchovina     | neznačeno                                           |
| 32. | Otmíčská hora   | 401           | 49°51′48″ s. š., 13°56′54″ v. d. | Komárovská brázda       | neznačeno                                           |

## Seznam vrcholů podle prominence
Seznam vrcholů podle prominence obsahuje všechny hořovické hory a kopce s prominencí (relativní výškou) nad 100 metrů, bez ohledu na nadmořskou výšku. Celkem jsou 4. Nejprominentnější je nejvyšší hora Bacín s prominencí 170 metrů.
| #  | Vrchol         | Výška m n. m. | Promi- nence | Izolace (km)        | Souřadnice                       |
| -- | -------------- | ------------- | ------------ | ------------------- | -------------------------------- |
| 1. | Bacín          | 499           | 170          | 5,6 → Jistevník     | 49°53′47″ s. š., 14°06′12″ v. d. |
| 2. | Herinky        | 440           | 122          | 4,3 → Tobolský vrch | 49°57′57″ s. š., 14°06′52″ v. d. |
| 3. | Koukolova hora | 471           | 118          | 2,5 → Lejškov       | 49°55′14″ s. š., 14°01′24″ v. d. |
| 4. | Lejškov        | 487           | 106          | 5,1 → Bacín         | 49°53′53″ s. š., 14°01′50″ v. d. |